# 埔子區
| 地圖                               |
| ---------------------------------- |
| 埔子區 市中區 中路區 會稽區 蘆竹區 |

埔子區為臺灣桃園市桃園區的五個次分區之一，位於桃園區西北部，與另外三個次分區接壤：東面的會稽區、東南面的市中區、西南面的中路區；西、北面則為桃園區邊界，與蘆竹區接壤。
著名的桃園藝文特區即位於埔子區，特區內道路整齊寬闊、大樓林立，是桃園區近年來的新興發展核心。

## 範圍

### 傳統地域
埔子區涵蓋了日治時期（1920年以後）新竹州桃園郡桃園街的以下大字：
- 埔子大部分（埔子區的名稱即取自於此）

### 區劃人口
埔子區涵蓋了今日桃園區的21里，面積為9.4656km²：
|                                                       |                                              |                                              |                                              |
| - 東埔里 - 信光里 - 永安里 - 中寧里 - 同德里 - 經國里 | - 明德里 - 中埔里 - 南埔里 - 寶慶里 - 寶安里 | - 北埔里 - 瑞慶里 - 西埔里 - 慈文里 - 新埔里 | - 同安里 - 莊敬里 - 自強里 - 長安里 - 長德里 |

截至2021年3月31日，埔子區的人口為145,446人，人口密度為15,366人/km²。埔子區是五個次分區中人口最多者。

## 交通

### 公路
- 高速公路系統
  - 49 桃園桃園交流道（中正北路匝道）：實際位於鄰近的蘆竹區。
  - 52 機場系統機場系統交流道
  - 8 機場系統機場系統交流道

- 區域道路系統
  - 市道110號：永安路

- 地方道路系統
  - 桃53線（國際路）：前往大湳。
  - 桃17線（同安街）：前往南崁。
  - 桃15線（富國路）：前往蘆竹區。
  - 中正路：前往市中區或南崁。
  - 經國路：前往會稽區或南崁。
  - 大興西路：前往中路區或會稽區。

### 鐵路
桃園捷運
- 綠線（興建中）：中正力行站 - 中正大興站 - 藝文特區站 - 蘆興埤站

## 教育

#### 國民中學
- 桃園市立文昌國民中學
- 桃園市立慈文國民中學
- 桃園市立同德國民中學
- 桃園市立經國國民中學

#### 國民小學
- 桃園市桃園區中埔國民小學
- 桃園市桃園區慈文國民小學
- 桃園市桃園區永順國民小學
- 桃園市桃園區同德國民小學
- 桃園市桃園區同安國民小學
- 桃園市桃園區莊敬國民小學
- 桃園市桃園區新埔國民小學
- 桃園市桃園區北門國民小學

### 圖書館
- 桃園市立圖書館總館
- 桃園市立圖書館埔子分館

## 外部連結
桃園區公所全球資訊網--桃園史誌